# Miha Ličef
Miha Ličef (* 14. Januar 1997 in Gorje) ist ein slowenischer Skilangläufer.

## Werdegang
Ličef, der für den SD Gorje startet, nahm von 2012 bis 2017 an U18- und U20-Rennen im Alpencup teil und belegte beim Europäischen Olympischen Winter-Jugendfestival 2015 in Steg den 32. Platz über 10 km klassisch und jeweils den 26. Rang über 7,5 km Freistil sowie im Sprint. Im Januar 2015 startete er beim Balkan-Cup in Pale erstmals im Continental-Cup und errang dabei den neunten Platz über 10 km Freistil. Sein Debüt im Weltcup hatte er im Januar 2016 in Planica, welches er auf dem 76. Platz im Sprint beendete.  Bei den U23-Skiweltmeisterschaften 2018 in Goms lief er auf den 53. Platz im Sprint sowie auf den 49. Rang über 15 km klassisch und bei den U23-Skiweltmeisterschaften 2019 in Lahti auf den 47. Platz im Sprint, auf den 40. Rang über 15 km Freistil sowie auf den 38. Platz im 30-km-Massenstartrennen. In der Saison 2019/20 holte er in Pale über 10 km Freistil und in Pokljuka über 10 km klassisch seine ersten Siege im Balkan-Cup. Bei den Olympischen Winterspielen 2022 in Peking belegte er den 65. Platz im Sprint, den 56. Rang im Skiathlon und den 55. Platz über 15 km klassisch. Zudem errang er dort zusammen mit Miha Šimenc, Vili Črv und Janez Lampič den 14. Platz in der Staffel.

## Siege bei Continental-Cup-Rennen
| Nr. | Datum        | Ort      | Disziplin       | Serie      |
| --- | ------------ | -------- | --------------- | ---------- |
| 1.  | 1. März 2020 | Pale     | 10 km Freistil  | Balkan-Cup |
| 2.  | 8. März 2020 | Pokljuka | 10 km klassisch | Balkan-Cup |
| 3.  | 7. März 2024 | Pokljuka | 7,5 km Freistil | Balkan-Cup |